# Melancholia (obraz Jacka Malczewskiego)
Melancholia (pełny tytuł Melancholia. Prolog. Widzenie. Wiek ostatni w Polsce) – obraz Jacka Malczewskiego uważany za manifest polskiego symbolizmu.

## Opis obrazu
Obraz Malczewskiego przedstawia pracownię malarską, z lewej strony u góry widać nikłą postać artysty skupionego podczas pracy przy sztalugach. Z płótna, przy którym siedzi malarz wypływa i wylewa się w przestrzeń obrazu bezładny tłum alegorycznych postaci. Poprzez strój i trzymane w dłoniach rekwizyty skłębiona kolumna nawiązuje do tragicznej historii Polski w XIX w. Wśród unoszącego się tłumu można dostrzec przedstawicieli wielu kategorii społecznych, powstańców, kapłanów, dzieci, zrozpaczone kobiety, skazańców w kajdanach, kosynierów i żołnierzy napoleońskich. Wśród rekwizytów dominuje uzbrojenie, kosy osadzone na sztorc, bagnety, szable i strzelby, niektórzy zamiast oręża trzymają skrzypce, książki, klepsydry i pędzle.
Tłum zdaje się kierować do rozświetlonego okna, jednak tylko nieliczni, zniedołężniali starcy docierają do jego parapetu i nie są w stanie go przekroczyć. Po drugiej stronie okna stoi tajemnicza postać kobieca w czarnych szatach, tytułowa Melancholia, która uniemożliwia dziesiątkom uczestników korowodu przeniknąć do symbolizującej wolność przestrzeni.
Dzieło Jacka Malczewskiego jest dynamiczne, jego niespójna i dwudzielna kompozycja podkreśla ekspresję wielowątkowego przekazu.

## Interpretacje i nawiązania
Najbardziej jednoznaczne i oczywiste dla polskiego odbiorcy jest alegoryczne przedstawienie tragicznych losów polskiego społeczeństwa w czasie niewoli. Krytycy podkreślają, że obraz stanowi podsumowanie końca tragicznego stulecia i beznadziejności położenia Polaków u jego schyłku. Jednak płótno Malczewskiego ma również drugą, bardzo osobistą wymowę, jest refleksją nad rolą sztuki i artysty-Polaka, ilustracją życia rodaków od dzieciństwa do śmierci i próbą zgłębienia tajemnicy przyszłości Narodu i Ojczyzny.
Artysta pełniąc funkcję profesora krakowskiej Akademii Sztuk Pięknych powtarzał wielokrotnie do studentów Malujcie tak, aby Polska zmartwychwstała, tym samym jednoznacznie wyznaczał sens i cel własnej pracy.
Korowód postaci pojawił się ponownie na obrazie Malczewskiego Błędne koło w 1897. Motywu tanecznego korowodu, symbolizującego polskie społeczeństwo użył też Stanisław Wyspiański w dramacie Wesele w 1901.